# Dove (I'll Be Loving You)
Dove (I'll Be Loving You) è una canzone della cantante dance veneziana Moony, primo singolo da solista dopo l'esperienza di Moony come cantante dei DB Boulevard. Il singolo, pubblicato nel 2002, viene poi inserito nell'album d'esordio della cantante Lifestories, pubblicato l'anno seguente.
Il singolo diventa estremamente popolare nel corso dell'estate 2002, diventando una delle canzoni più trasmesse alla radio e nelle discoteche, pur non ottenendo clamorosi riscontri a livello di vendite, dato che nella top della classifica dei singoli più venduti non riesce ad andare oltre la diciottesima posizione. Riesce a piazzarsi in diverse classifiche internazionali.
Il video del brano è stato diretto dal regista canadese Stuart Gosling in Spagna, tra le colline Mijas e Marbella.

## Tracce
CD-Maxi
1. Dove (I'll Be Loving You) (T&F vs. Moltosugo Radio Mix)  4:02
2. Dove (I'll Be Loving You) (Full Intention Vocal Mix)  8:28
3. Dove (I'll Be Loving You) (John Creamer & Stephane K Remix)  6:54

CD-Maxi
1. Dove (I'll Be Loving You) (T&F vs. Moltosugo Radio Mix)  4:04
2. Dove (I'll Be Loving You) (T&F vs. Moltosugo Club Mix)  6:33
3. Dove (I'll Be Loving You) (The Phil Fuldner Treatment)  8:11
4. Dove (I'll Be Loving You) (Full Intention Vocal Mix)  8:37
5. Dove (I'll Be Loving You) (Andrea T. Mendoza Club RMX)  7:54

## Classifiche
| Classifica (2002) | Posizione più alta |
| ----------------- | ------------------ |
| Australia         | 41                 |
| Belgio (Fiandre)  | 7                  |
| Belgio (Vallonia) | 17                 |
| Danimarca         | 15                 |
| Francia           | 41                 |
| Germania          | 76                 |
| Irlanda           | 23                 |
| Italia            | 18                 |
| Nuova Zelanda     | 21                 |
| Paesi Bassi       | 48                 |
| Regno Unito       | 9                  |
| Romania           | 9                  |
| Spagna            | 13                 |
| Svizzera          | 26                 |
| Ungheria          | 4                  |